# Élections régionales de 1986 en Bretagne
Pour un article plus général, voir Élections régionales françaises de 1986.
Les élections régionales en Bretagne se déroulent le 16 mars 1986 pour renouveler les 81 sièges du conseil régional. Il s'agit des premières élections régionales au suffrage universel.

## Mode de scrutin
Les conseillers régionaux sont élus au scrutin de liste à la représentation proportionnelle suivant la règle de la plus forte moyenne, en un seul tour. 
Chaque département forme une circonscription : les sièges sont répartis entre les listes ayant obtenu plus de 5 % des suffrages exprimés. 
Ils sont attribués selon l'ordre de présentation sur la liste.

## Listes et candidats

### Extrême gauche
Lutte ouvrière (LO) présente des listes dans les Côtes-du-Nord et l'Ille-et-Vilaine avec respectivement Martial Collet et Raymond Madec à leur tête.

### Parti communiste français
Têtes de liste :
- Côtes-du-Nord : Félix Leyzour
- Finistère : Louis Le Roux
- Ille-et-Vilaine : Jean Le Duff
- Morbihan : Serge Morin

### Parti socialiste unifié - Union démocratique bretonne
Le Parti socialiste unifié (PSU) forme une alliance avec l'Union démocratique bretonne (UDB) et Frankiz Breizh (uniquement dans le Finistère).
Têtes de liste :
- Côtes-du-Nord : Herri Gourmelen (UDB)
- Finistère : Michel Marzin (PSU)
- Ille-et-Vilaine : Gilbert Quillévéré (PSU)
- Morbihan : Joël Guégan (UDB)

### Parti socialiste
Têtes de liste :
- Côtes-du-Nord : Yves Dollo
- Finistère : Louis Le Pensec
- Ille-et-Vilaine : Edmond Hervé
- Morbihan : Philippe Meyer

En Ille-et-Vilaine, Michel Phlipponneau forme une liste socialiste dissidente intitulée « Gauche démocrate et régionaliste ».

### Les Verts
Les écologistes présentent des listes dans trois des quatre départements bretons.
Têtes de liste :
- Finistère : Alain Uguen
- Ille-et-Vilaine : Jean-Pierre Georges
- Morbihan : Jean-Pierre Mousset

### Mouvement des radicaux de gauche
Le Mouvement des radicaux de gauche (MRG) est uniquement présent en Ille-et-Vilaine avec la liste conduite par Arlette Tardif.

### Parti pour l'organisation d'une Bretagne libre
Le Parti pour l'organisation d'une Bretagne libre (POBL), mouvement nationaliste breton classé au centre droit, forme en Ille-en-Vilaine une liste « Démocratie bretonne » avec Yann Fouéré à sa tête.

### Droite
La droite part divisée dans les Côtes-du-Nord tout d'abord avec René Benoît, maire de Dinan, pour l'UDF d'un côté et Aimé Belz pour le RPR (allié au CNIP) de l'autre, qui forment chacun leur liste. Puis en Ille-et-Vilaine, avec la liste formée par le député-maire centriste de Vitré et président du conseil général Pierre Méhaignerie et celle d'Yvon Bourges, sénateur-maire de Dinard. Dans le Finistère, elle part unie derrière Jean-Yves Cozan mais le sénateur-maire de Quimper Marc Bécam constitue une liste RPR dissidente.
Têtes de liste :
- Côtes-du-Nord : René Benoît (UDF) - Aimé Belz (RPR-CNIP)
- Finistère : Jean-Yves Cozan (UDF-RPR) - Marc Bécam (RPR dissident)
- Ille-et-Vilaine : Pierre Méhaignerie (UDF) - Yvon Bourges (RPR)
- Morbihan : Raymond Marcellin (UDF-RPR)

### Divers droite
On compte trois listes classées divers droite lors de ce scrutin : une liste dite des « socio-professionnels » conduite par François Jacq dans le Finistère, une liste d'« union des indépendants d'opposition du Morbihan » dirigée par Jean-Claude Croizer et enfin une liste intitulée « Renouveau libéral », avec Bernard Landais à sa tête, dans le Morbihan.

### Front national
Têtes de liste :
- Côtes-du-Nord : Pierre d'Herbais
- Finistère : Olivier Morize
- Ille-et-Vilaine : Claude Neveux
- Morbihan : Jacques Branellec

## Résultats

### Résultats en nombre de sièges
| Parti | Parti                                       | Conseil sortant | Nouveau conseil | Évolution     |
| ----- | ------------------------------------------- | --------------- | --------------- | ------------- |
|       | Parti socialiste                            | 24              | 30              | 6             |
|       | Centre des démocrates sociaux               | 21              | 15              | 6             |
|       | Rassemblement pour la République            | 15              | 16              | 1             |
|       | Parti républicain                           | 9               | 8               | 1             |
|       | Parti communiste français                   | 3               | 4               | 1             |
|       | Divers droite                               | 3               | 4               | 1             |
|       | Adhérents directs de l'UDF                  | 2               | 1               | 1             |
|       | Centre national des indépendants et paysans | 1               | 1               | en stagnation |
|       | Front national                              | 0               | 2               | 2             |
| Total | Total                                       | 81              | 81              | -             |

### Global
| Liste    | Liste                                                                 | Voix      | %      | Sièges |
| -------- | --------------------------------------------------------------------- | --------- | ------ | ------ |
|          | Rassemblement pour la République - Union pour la démocratie française | 663 519   | 43,98  | 41     |
|          | Parti socialiste                                                      | 491 730   | 32,60  | 30     |
|          | Parti communiste français                                             | 106 018   | 7,03   | 4      |
|          | Divers droite                                                         | 87 113    | 5,78   | 4      |
|          | Front national                                                        | 74 020    | 4,91   | 2      |
|          | Les Verts                                                             | 35 591    | 2,36   |        |
|          | Parti socialiste unifié - Union démocratique bretonne                 | 25 151    | 1,67   |        |
|          | Lutte ouvrière                                                        | 12 721    | 0,84   |        |
|          | Divers gauche                                                         | 8 226     | 0,55   |        |
|          | Mouvement des radicaux de gauche                                      | 2 176     | 0,14   |        |
|          | Parti pour l'organisation d'une Bretagne libre                        | 2 020     | 0,13   |        |
|          |                                                                       |           |        |        |
| Inscrits | Inscrits                                                              | 1 976 304 | 100,00 | 81     |
| Votants  | Votants                                                               | 1 578 991 | 79,90  |        |
| Exprimés | Exprimés                                                              | 1 508 592 | 95,54  |        |

### Côtes-du-Nord
| Liste    | Liste | Tête de liste    | Voix    | %      | Sièges |
| -------- | --- | ---------------- | ------- | ------ | ------ |
|          | Parti socialiste Pour une majorité de progrès avec le Président de la République                                       | Yves Dollo       | 113 266 | 35,04  | 6      |
|          | Union pour la démocratie française Union départementale de l'opposition                                                | René Benoît      | 91 448  | 28,29  | 5      |
|          | Rassemblement pour la République - Centre national des indépendants et paysans Union de l'opposition pour le renouveau | Aimé Belz        | 51 127  | 15,81  | 3      |
|          | Parti communiste français Liste présentée par le Parti communiste français                                             | Félix Leyzour    | 40 231  | 12,44  | 2      |
|          | Front national Liste de Rassemblement national                                                                         | Pierre d'Herbais | 12 590  | 3,89   |        |
|          | Union démocratique bretonne - Parti socialiste unifié Vivre et décider en Bretagne                                     | Herri Gourmelen  | 7 729   | 2,38   |        |
|          | Lutte ouvrière Liste Lutte ouvrière                                                                                    | Martial Collet   | 6 848   | 2,11   |        |
|          | |                  |         |        |        |
| Inscrits | Inscrits |                  | 409 958 | 100,00 | 16     |
| Votants  | Votants |                  | 341 638 | 83,33  |        |
| Exprimés | Exprimés |                  | 323 582 | 94,71  |        |

- Conseillers régionaux élus
  - Parti socialiste (6) : 
Yves Dollo - Maurice Briand - Pierre-Yvon Trémel - Claude Saunier - Simone Darcel - Jean Gaubert
  - Union pour la démocratie française (5) : 
René Benoît - Yvon Bonnot - Yves Nédélec	- Bernard Sohier - Bruno Joncour
  - Rassemblement pour la République (3) : 
Aimé Belz - Jean Hélias - Louis Arcelin
  - Parti communiste français (2) : 
Félix Leyzour - Jacques Coignard

### Finistère
| Liste    | Liste                                                                                               | Tête de liste   | Voix    | %      | Sièges |
| -------- | --------------------------------------------------------------------------------------------------- | --------------- | ------- | ------ | ------ |
|          | Parti socialiste Pour une majorité de progrès avec le Président de la République                    | Louis Le Pensec | 161 399 | 34,42  | 10     |
|          | Union pour la démocratie française - Rassemblement pour la République Finistère Opposition          | Jean-Yves Cozan | 155 081 | 33,08  | 9      |
|          | Rassemblement pour la République diss. Union pour le Finistère                                      | Marc Bécam      | 62 999  | 13,43  | 4      |
|          | Parti communiste français Liste présentée par le Parti communiste français                          | Louis Le Roux   | 31 160  | 6,64   | 1      |
|          | Front national Liste de Rassemblement national                                                      | Olivier Morize  | 23 643  | 5,04   | 1      |
|          | Divers droite Liste des socio-professionnels                                                        | François Jacq   | 13 151  | 2,80   |        |
|          | Les Verts Les Verts Bretagne - Écologie                                                             | Alain Uguen     | 12 092  | 2,57   |        |
|          | Parti socialiste unifié - Union démocratique bretonne - Frankiz Breizh Vivre et décider en Bretagne | Michel Marzin   | 9 250   | 1,97   |        |
|          | |                 |         |        |        |
| Inscrits | Inscrits                                                                                            |                 | 613 174 | 100,00 | 25     |
| Votants  | Votants                                                                                             |                 | 482 039 | 78,61  |        |
| Exprimés | Exprimés                                                                                            |                 | 468 776 | 97,25  |        |

- Conseillers régionaux élus
  - Parti socialiste (10) : 
Louis Le Pensec - Bernard Poignant - Robert Moreau - Jean-Noël Kerdraon - Joseph Lareur - Yolande Boyer - Gilbert Le Bris - Ronan Leprohon - Daniel Bouër - Marylise Lebranchu
  - Union pour la démocratie française - Rassemblement pour la République (9) : 
Jean-Yves Cozan (UDF-CDS) - Bernard de Cadenet (RPR) - Yvon Callec (UDF-PR) - Hervé Tinevez (RPR) - Arnaud Cazin (UDF-CDS) - Alain Gérard (RPR) - Michel Morvan (UDF-CDS) - René Gad (RPR) - Jacques de Menou (RPR)
  - Rassemblement pour la République diss. (4) : 
Marc Bécam - Georges Lombard - Jean Rohou - Adrien Kervella
  - Parti communiste français (1) :
Louis Le Roux
  - Front national (1) :
Olivier Morize

### Ille-et-Vilaine
| Liste    | Liste                                                                              | Tête de liste       | Voix    | %      | Sièges |
| -------- | ---------------------------------------------------------------------------------- | ------------------- | ------- | ------ | ------ |
|          | Union pour la démocratie française Pour entreprendre et réussir en Bretagne        | Pierre Méhaignerie  | 141 488 | 36,52  | 10     |
|          | Parti socialiste Pour une majorité de progrès avec le Président de la République   | Edmond Hervé        | 123 455 | 31,87  | 8      |
|          | Rassemblement pour la République Union pour l'Ille-et-Vilaine                      | Yvon Bourges        | 61 588  | 15,90  | 4      |
|          | Front national Liste de Rassemblement national                                     | Claude Neveux       | 17 352  | 4,48   |        |
|          | Les Verts Les Verts Bretagne - Écologie                                            | Jean-Pierre Georges | 13 271  | 3,43   |        |
|          | Parti communiste français Liste présentée par le Parti communiste français         | Jean Le Duff        | 12 456  | 3,22   |        |
|          | Divers gauche Gauche démocrate et régionaliste                                     | Michel Phlipponneau | 8 226   | 2,12   |        |
|          | Lutte ouvrière Liste Lutte ouvrière                                                | Raymond Madec       | 7 368   | 1,90   |        |
|          | Mouvement des radicaux de gauche Liste du mouvement des radicaux de gauche         | Arlette Tardif      | 2 176   | 0,56   |        |
|          | Parti pour l'organisation d'une Bretagne libre Démocratie bretonne                 | Yann Fouéré         | 2 020   | 0,52   |        |
|          | Parti socialiste unifié - Union démocratique bretonne Vivre et décider en Bretagne | Gilbert Quillévéré  | 1 500   | 0,38   |        |
|          |                                                                                    |                     |         |        |        |
| Inscrits | Inscrits                                                                           |                     | 518 887 | 100,00 | 22     |
| Votants  | Votants                                                                            |                     | 410 157 | 79,05  |        |
| Exprimés | Exprimés                                                                           |                     | 387 380 | 94,45  |        |

- Conseillers régionaux élus
  - Union pour la démocratie française (10) :
Pierre Méhaignerie - Alain Madelin - Marcel Daunay - Pierre Le Treut - René Couanau - Gérard Pourchet - Jacques Pilorge - Jean-Baptiste Lelièvre - Emmanuel Pontais - Georges Magnant
  - Parti socialiste (8) :
Edmond Hervé - Pierre Bourges - Jacques Faucheux - Jean-Claude du Chalard - Clément Théaudin - Jacky Le Menn - Jean-Luc Guihard - Henri Gallais
  - Rassemblement pour la République (4) :
Yvon Bourges - Claude Champaud - André Belliard - Yves Pottier

### Morbihan
| Liste    | Liste | Tête de liste       | Voix    | %      | Sièges |
| -------- | --- | ------------------- | ------- | ------ | ------ |
|          | Union pour la démocratie française - Rassemblement pour la République Union régionale pour la promotion de la Bretagne | Raymond Marcellin   | 162 787 | 49,49  | 10     |
|          | Parti socialiste Le bon cap pour le Morbihan                                                                           | Philippe Meyer      | 93 610  | 28,46  | 6      |
|          | Front national Liste de Rassemblement national                                                                         | Jacques Branellec   | 22 457  | 6,83   | 1      |
|          | Parti communiste français Liste présentée par le Parti communiste français                                             | Serge Morin         | 22 142  | 6,73   | 1      |
|          | Les Verts Les Verts Bretagne - Écologie                                                                                | Jean-Pierre Mousset | 10 246  | 3,11   |        |
|          | Union démocratique bretonne - Parti socialiste unifié Décider et vivre en Bretagne                                     | Joël Guégan         | 6 672   | 2,03   |        |
|          | Divers droite Renouveau libéral                                                                                        | Bernard Landais     | 6 161   | 1,87   |        |
|          | Divers droite Union des Indépendants d'Opposition du Morbihan                                                          | Jean-Claude Croizer | 4 802   | 1,46   |        |
|          | |                     |         |        |        |
| Inscrits | Inscrits |                     | 434 285 | 100,00 | 18     |
| Votants  | Votants |                     | 345 157 | 79,48  |        |
| Exprimés | Exprimés |                     | 328 854 | 95,28  |        |

- Conseillers régionaux élus
  - Union pour la démocratie française - Rassemblement pour la République (10) :
Raymond Marcellin (UDF-PR) - Loïc Bouvard (UDF-CDS) - Célestin Blévin (RPR) - Dominique Yvon (RPR) - Joseph Kergueris (UDF) - Yvonne Sauvet (UDF-PR) - Jean Le Lu (RPR) - Paul Anselin (UDF-PR) - Joseph Lécuyer (UDF-CDS) - Michel Guégan (DVD)
  - Parti socialiste (6) :
Philippe Meyer - Jean-Paul Allio - Jocelyne Letellier - Yves Guilloux - Patrick Badouel - Michel Paboeuf
  - Front national (1) :
Jacques Branellec
  - Parti communiste français (1) :
Serge Morin

## Élection du président
Le 21 mars 1986, le conseil régional se réunit pour élire son président. 
Raymond Marcellin, président sortant, n'est pas candidat à un nouveau mandat, privilégiant la présidence du conseil général du Morbihan. Même chose pour Pierre Méhaignerie, longtemps donné parmi les favoris pour succéder à M. Marcellin, mais déjà président du conseil général d'Ille-et-Vilaine. La droite soutient alors la candidature d'Yvon Bourges, sénateur-maire de Dinard.
Yvon Bourges est élu dès le premier tour avec 45 voix, soit l'ensemble des conseillers régionaux UDF, RPR et divers droite, contre 30 pour Louis Le Pensec, qui obtient le soutien de l'intégralité du groupe socialiste, 4 pour Louis Le Roux (communiste) et 2 bulletins blancs, ceux des deux élus du Front national.
| Candidat | Candidat        | Parti  | Premier tour |
| -------- | --------------- | ------ | ------------ |
|          | Yvon Bourges    | RPR    | 45           |
|          | Louis Le Pensec | PS     | 30           |
|          | Louis Le Roux   | PCF    | 4            |
|          | Blancs          | Blancs | 2            |